# Intuition maternelle
Intuition maternelle (Dangerous Intuition) est un téléfilm américain réalisé par Roger Christian, et diffusé le 11 mai 2013 sur Lifetime et en France le 18 novembre 2013 sur TF1.

## Synopsis
Kate Aldrich est une mère de famille qui vit très mal son divorce et le remariage de son ex-mari à Laura. Angoissée et fragilisée par cette période difficile, elle suit une thérapie et tente de régler ses problèmes d'alcool. Mais les médicaments qu'elle doit prendre pour soigner ses crises d'angoisse lui font faire des rêves étranges et inquiétants dans lesquels sa fille, Izzy, est en danger. Quand la réalité commence à prendre le pas sur la fiction, elle pense avoir des prémonitions et met tout en œuvre pour protéger sa petite fille. Elle voit Laura comme une menace pour sa fille...

## Fiche technique
- Titre original : Dangerous Intuition
- Réalisation : Roger Christian
- Scénario : Roma Roth et Diana MacKenzie
- Photographie : Kamal Derkaoui
- Musique : Michael Richard Plowman (en)
- Durée : 82 minutes
- Pays :  États-Unis

## Distribution
- Tricia Helfer : Kate Aldrich
- Estella Warren : Laura Beckman
- David Cubitt : Dan Beckman
- Genea Charpentier : Isabel Beckman
- Dakota Guppy : Laura, jeune
- Serge Houde : Détective Debrinsky
- John Innes : le docteur Ellis
- Dylan Neal : Hugh Dinsman
- Johannah Newmarch : Marion Slater
- David Orth : Frank Fellows

## Accueil
Le téléfilm a été vu par 1,226 million de téléspectateurs lors de sa première diffusion.